# I6 SNCB
Les I6 sont des voitures de chemin de fer de la SNCB à vocation internationale. Il s'agit de voitures climatisées acquises dans le cadre de l'Eurofima, appelées également voitures standard européennes comme leurs nombreuses cousines des autres administrations ferroviaires européennes.

## Histoire
Elles ont été mises en service en 1977 sur les principaux trains internationaux à destination notamment de l'Allemagne, du Luxembourg, de la Suisse et de l'Italie. Leur livrée d'origine est la livrée européenne C1 orange avec une bande blanche sous les fenêtres.  Elles seront épaulées par des voitures I10 à partir de 1987, avec lesquelles elles forment depuis des rames mixtes.
La SNCB a réceptionné :
- 20 voitures A9, offrant 54 places de première classe.
- 60 B11, offrant 66 places de deuxième classe (6 places par compartiment comme en première).
- Quinze de ces voitures ont été transformées en voitures-couchettes (I6 Bc 10) en 1989 à l'atelier central de Malines. Ces voitures offrent 60 places couchées de deuxième classe (les banquettes inférieures peuvent être utilisées comme places assises). Elles sont reconnaissables à leur livrée bleu foncé avec de larges bandes roses obliquant aux extrémités des caisses
- 6 voitures ont reçu la livrée Memling courant des années 1990.
- À partir de 2000, une rénovation légère (remplacement des revêtements de sièges et adoption de la livrée blanche "new look") est appliquée sur l'ensemble des voitures à places assises (les voitures couchettes ne sont pas concernées).
- Le 13 juin 2017, la SNCB annonce la modernisation de 15 voitures sur l'année depuis l'atelier de Cuesmes[1]  Elles ont été équipées de prises de contact dans chaque compartiment, de nouvelles fenêtres, de parois moins sombres, de tablettes fixes, d'un revêtement de sol et de sièges en tissu, et repeintes dans des couleurs plus rafraîchissantes ; les tablettes et rideaux côté couloirs ont été supprimés. Un porte-parole affirme qu'au total 42 voitures seront rénovées[réf. nécessaire].

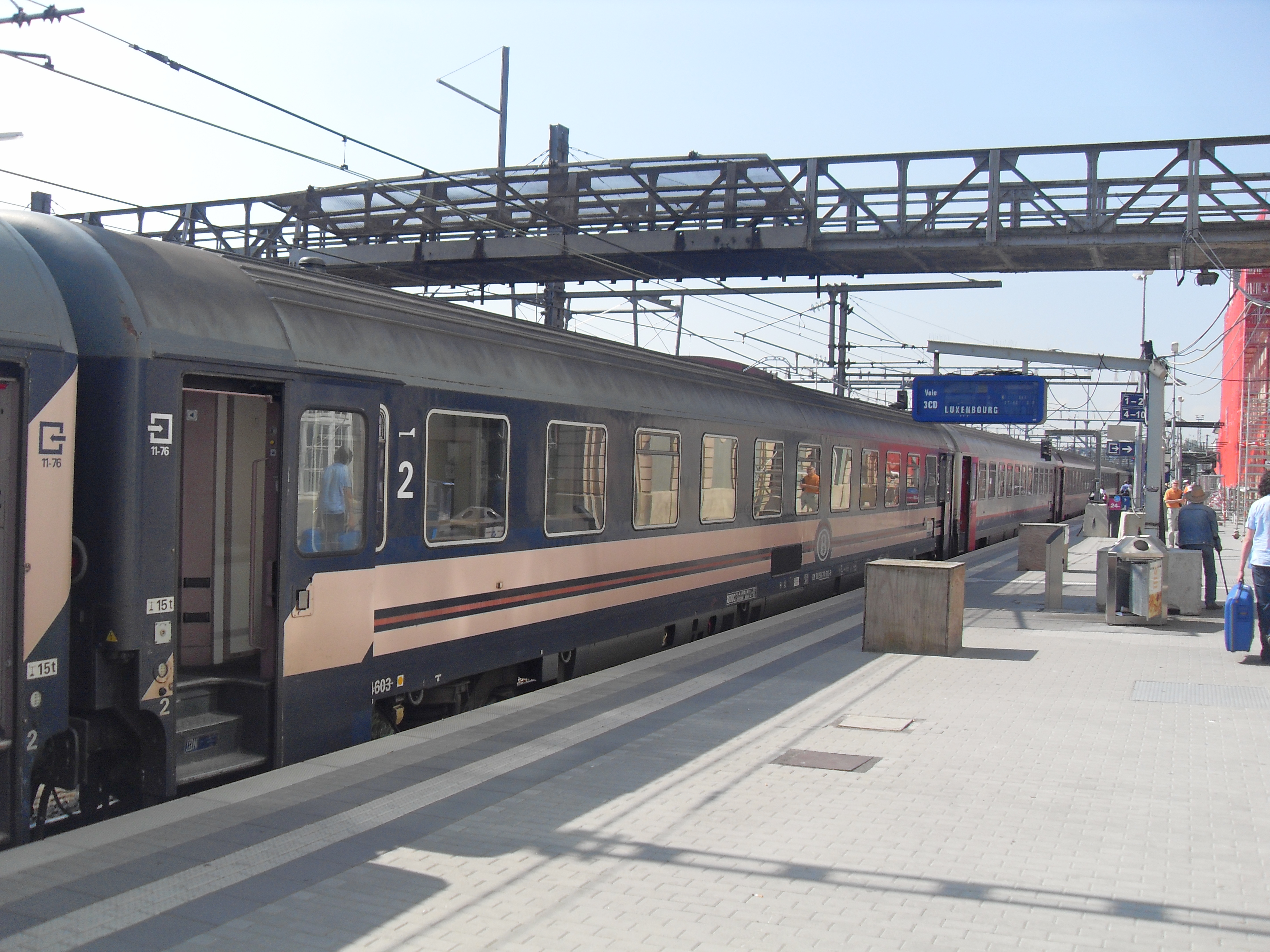
Voiture couchette I6 en gare de Luxembourg.
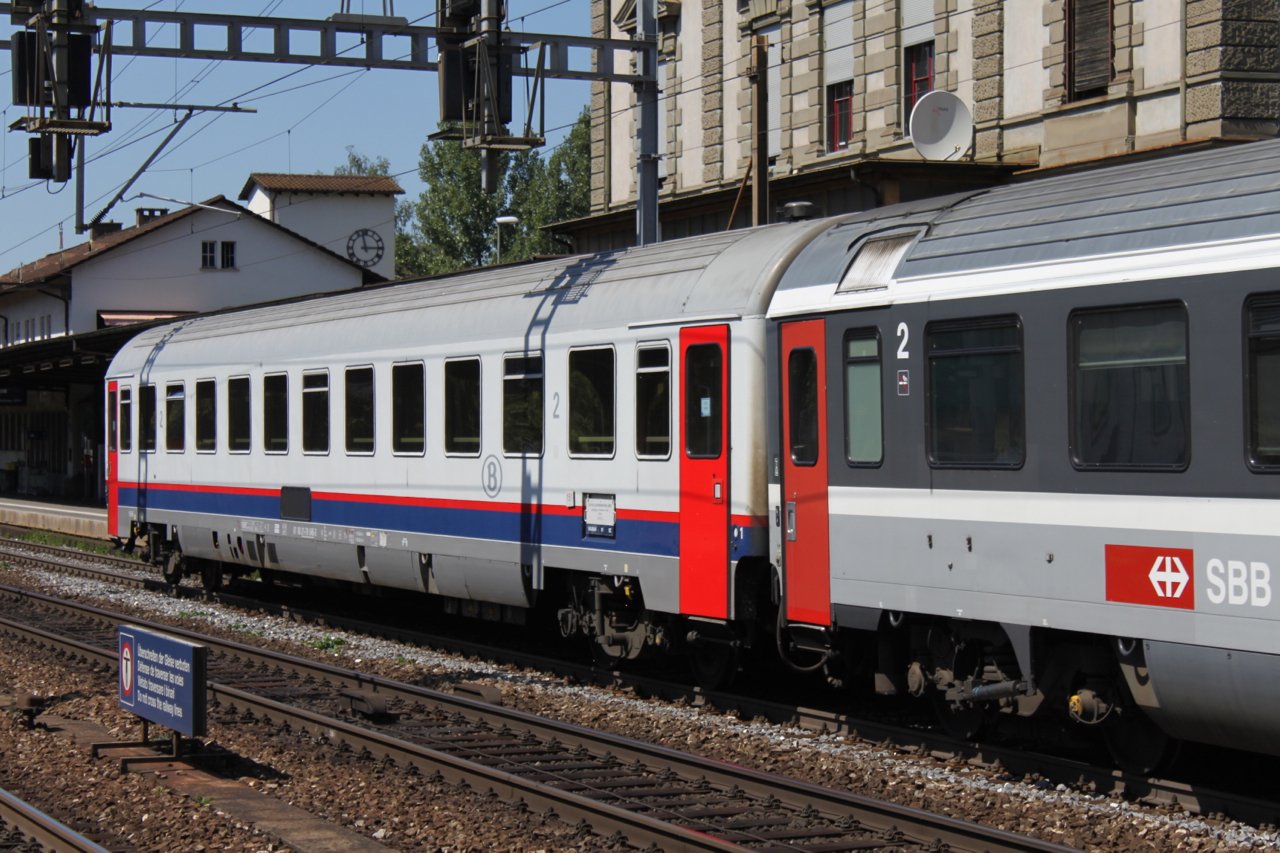
Voiture I6 en livrée grise à Liestal (Suisse).
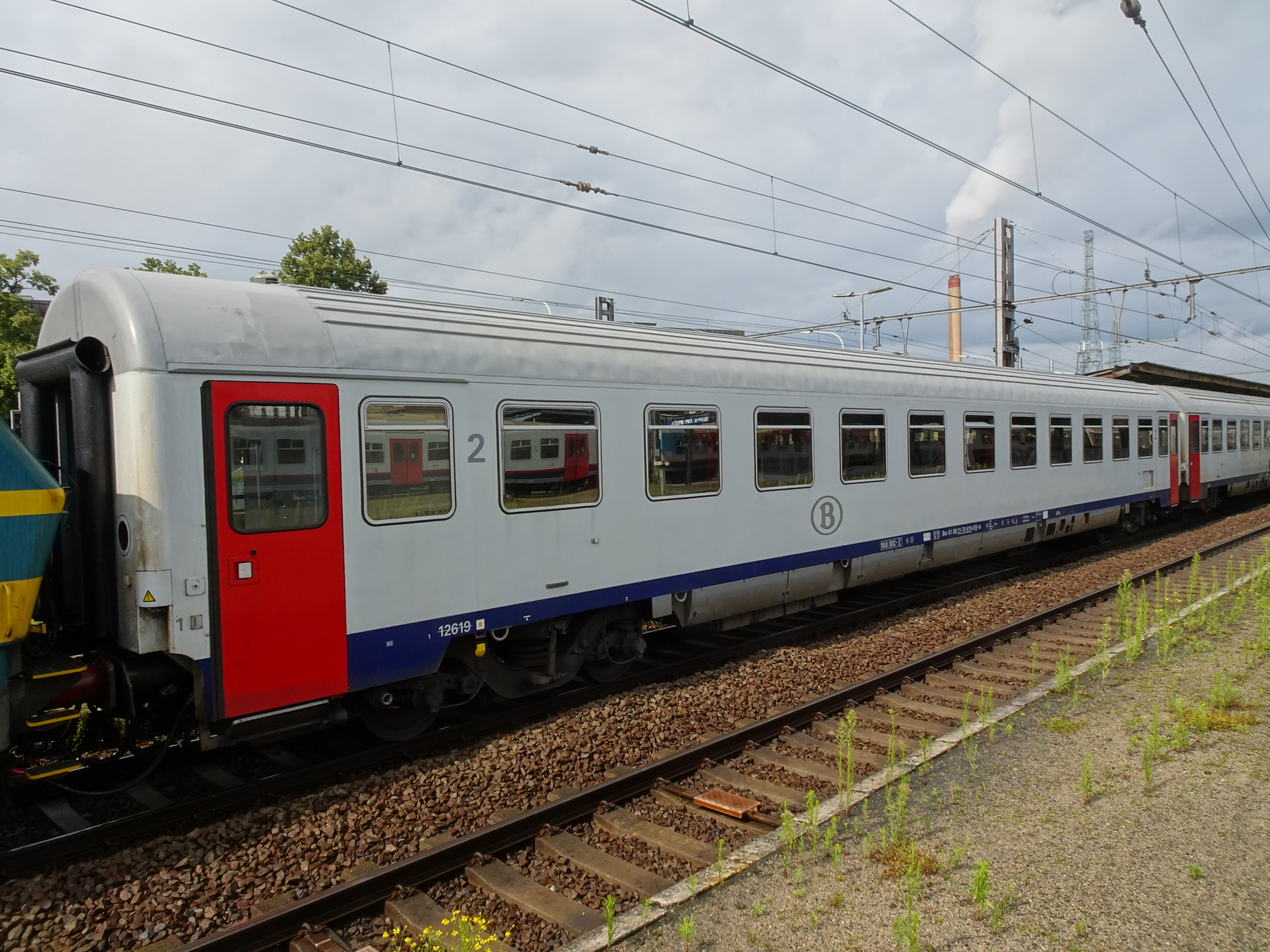
Voiture I6 rénovée (2021).
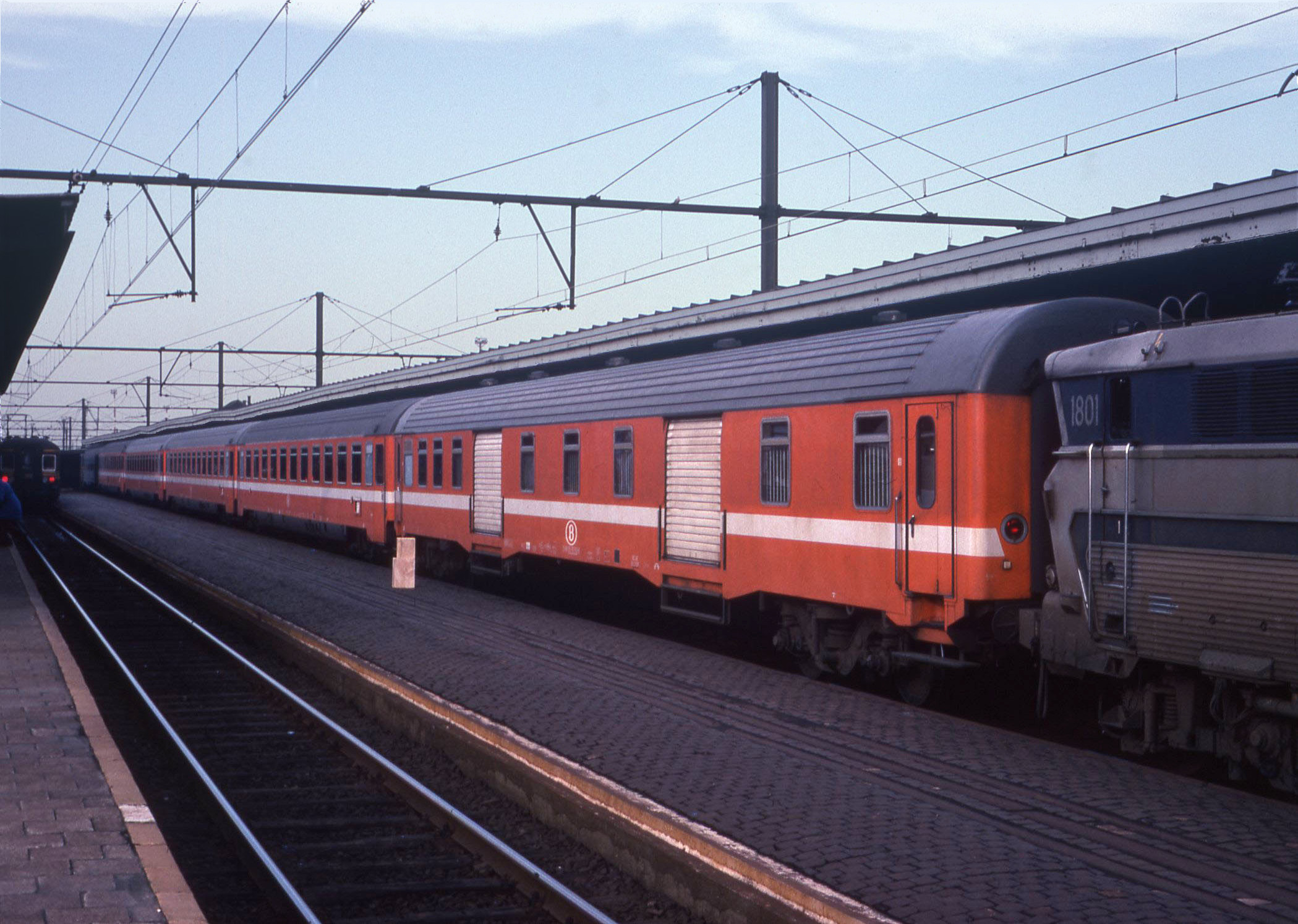
Fourgon Dms et voitures I6 assurant un train Ostende - Cologne.

## Services effectués

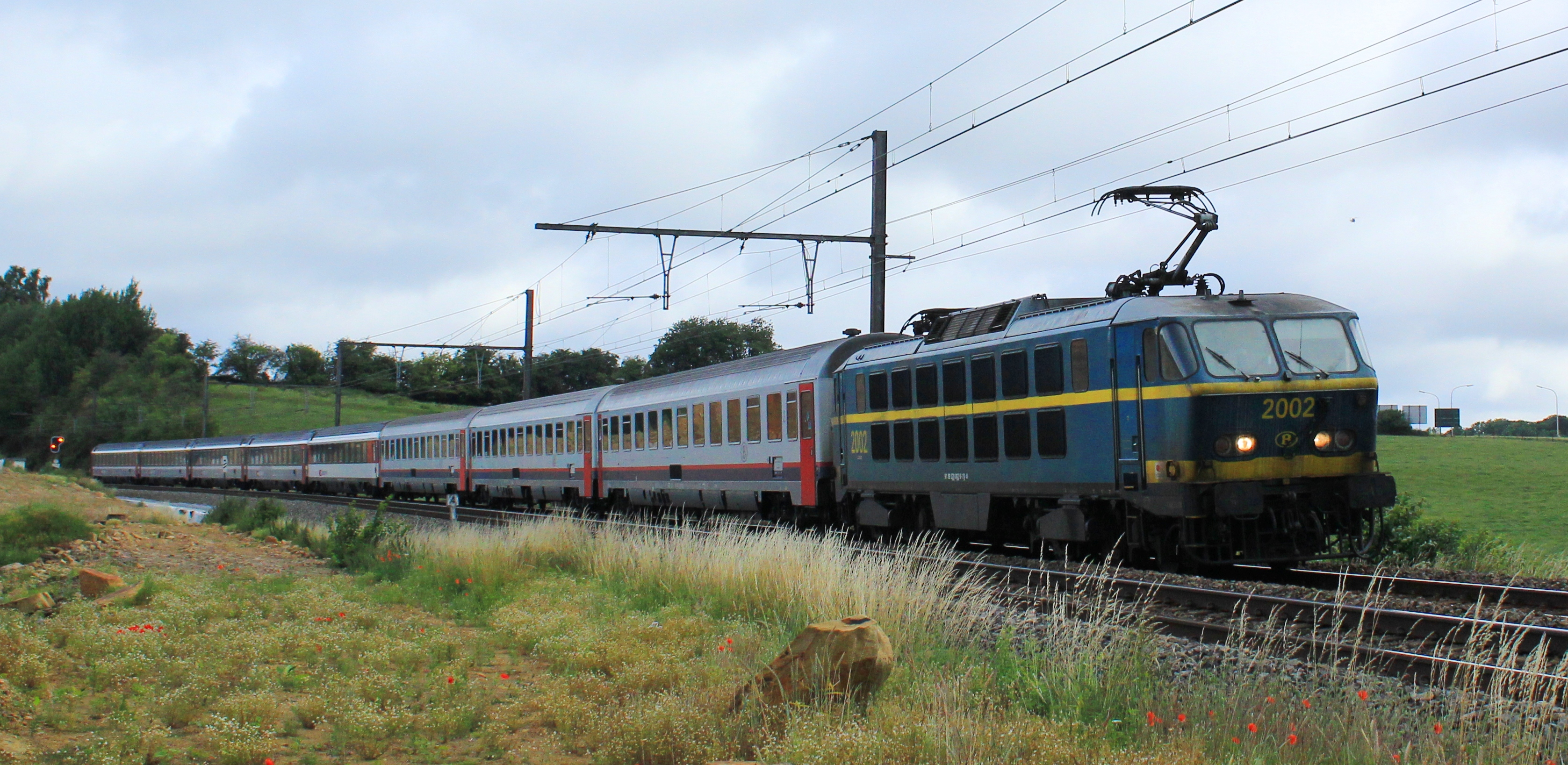
"Vauban" sur la Ligne du Luxembourg.

On les voyait sur des trains internationaux à longue distance ainsi que sur quelques trains du service intérieur, avec des voitures I10.
La disparition progressive des trains internationaux - victimes de la concurrence des trains à grande vitesse et du transport aérien d'une part, et de l'absence de financement de ce type de train au titre du service public de l'autre - a libéré des voitures courant des années 2000. Elles ont notamment été réaffectées à la composition de trains de renforcement des heures de pointe, là où la demande ne nécessite pas des voitures à deux niveaux. De 2017 à 2018, elles ont assuré deux paires de trains S10 d'heure de pointe entre Bruxelles-Midi et Alost.
Entre 2018 et 2021, on pouvait les voir en service régulier sur certains trains IC entre Bruxelles et Luxembourg en panachage avec des voitures I10 et I11 et les très rares I6 de première classe habilitées à rouler à 200 km/h servaient en renfort des voitures I11 sur certaines rames assurant les trains IC Ostende - Eupen. 
L'arrivée des voitures M7 sur les IC Ostende-Eupen a provoqué le redéploiement de voitures I11, chassant les I6 des IC Bruxelles - Luxembourg. Depuis janvier 2021, elles sont reléguées à quelques trains P. 
Les voitures couchettes sans emploi, et fréquemment utilisées comme poids-frein sur des trains de mesure ou d'homologation de nouveau matériel de traction, ou plus rarement sur des trains charters (trains de pèlerins, Treski vers les Alpes autrichiennes), ont finalement été radiées en 2020 et revendues.[réf. nécessaire].

## Préservation et revente à l’étranger
La progressive mise à la retraite de ces voitures unifiées et aptes au trafic international fait qu’elles suscitent l’intérêt des nouveaux opérateurs privés. Actuellement, deux compagnies en utilisent.
La compagnie allemande Hambourg-Cologne Express (de) a loué 10 voitures I6 de seconde classe revêtues d’autocollants aux couleurs de la compagnie.
La compagnie tchèque RegioJet, qui possède déjà des voitures Eurofima d’origine suisse et autrichienne, a racheté au moins 19 voitures I6 de seconde classe qui seront reconstruites avec un nouvel aménagement intérieur,.

## Galerie de photographies

Aménagements intérieurs.
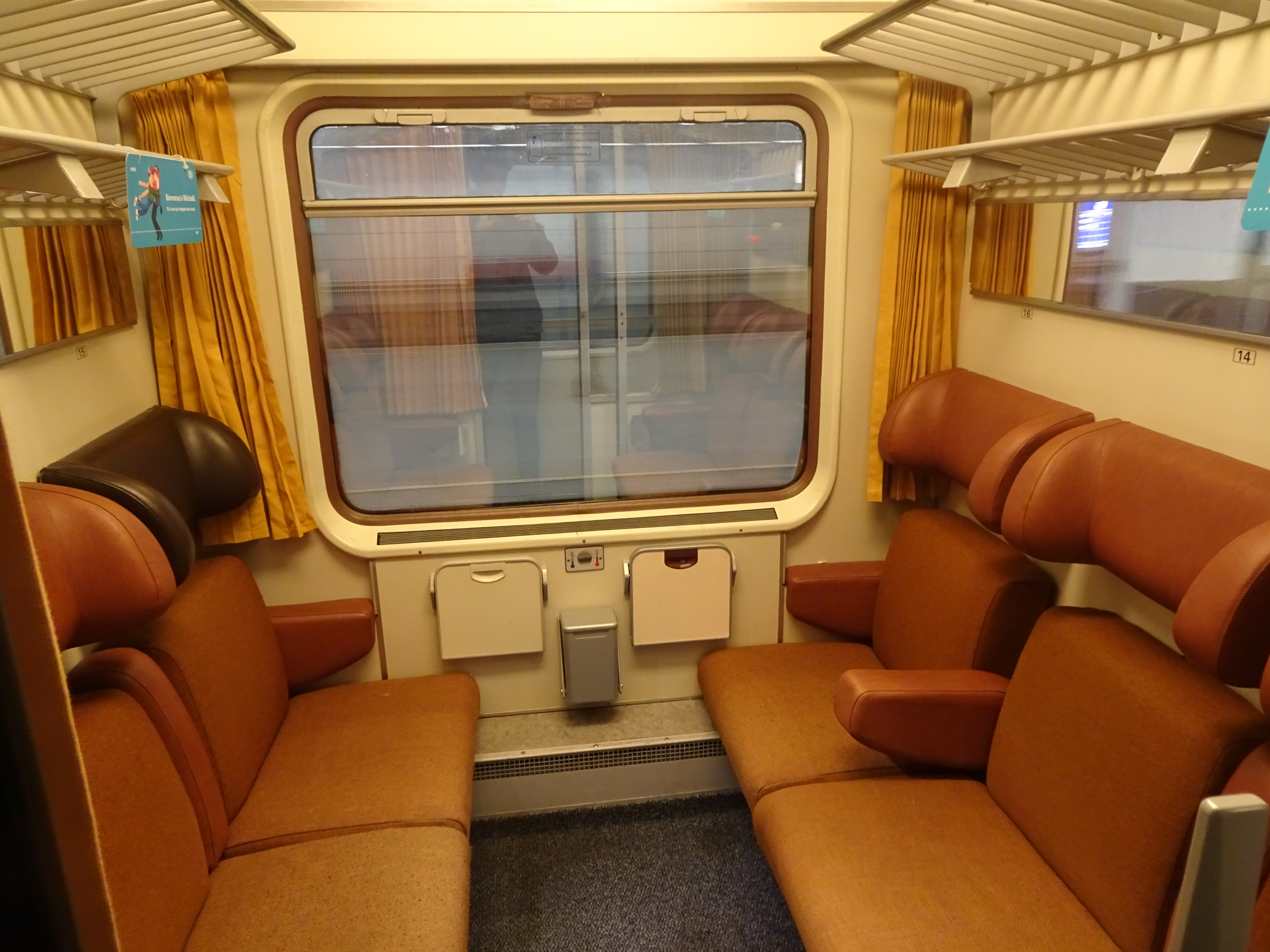
Compartiment de seconde classe non rénové.
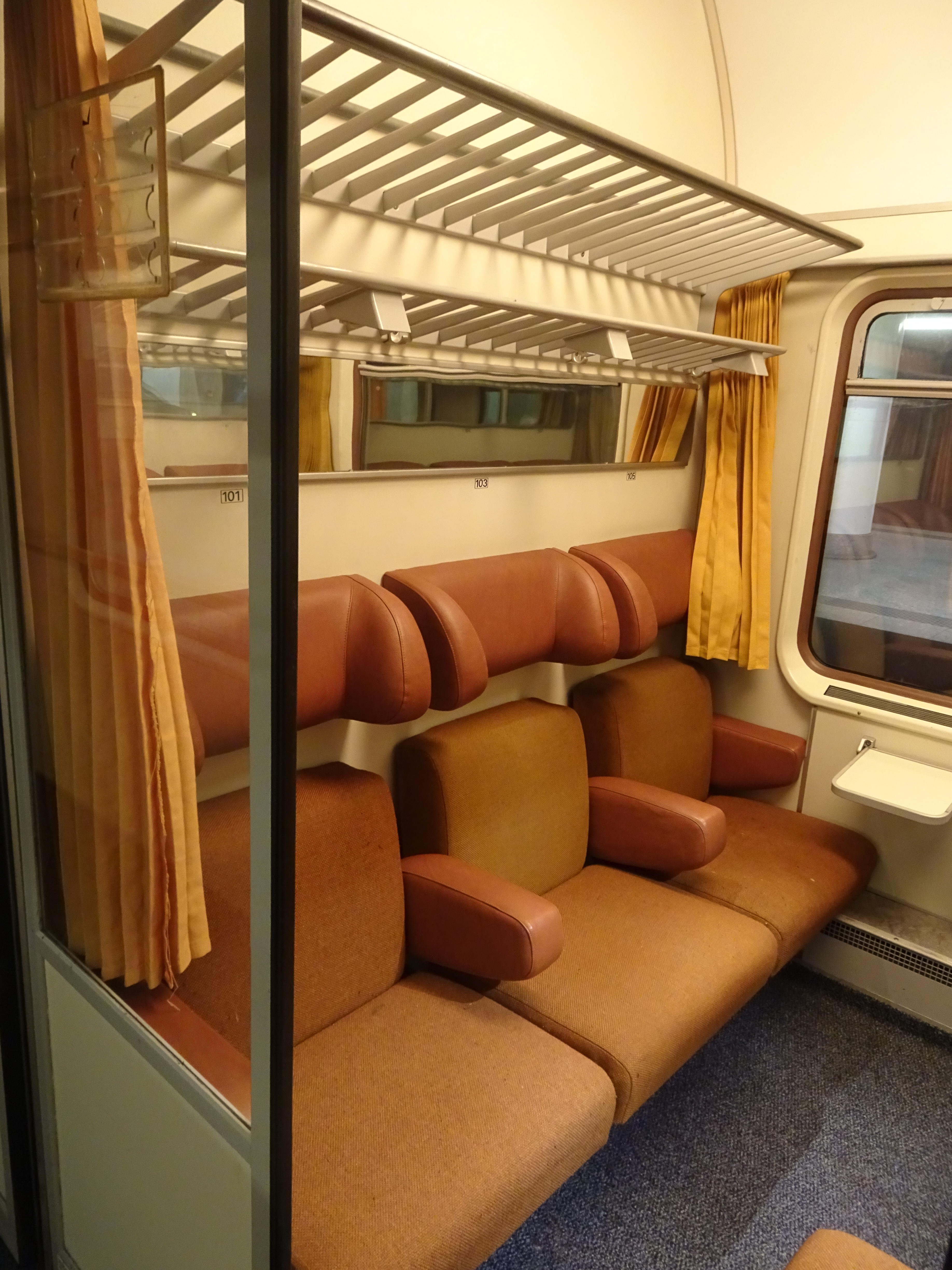
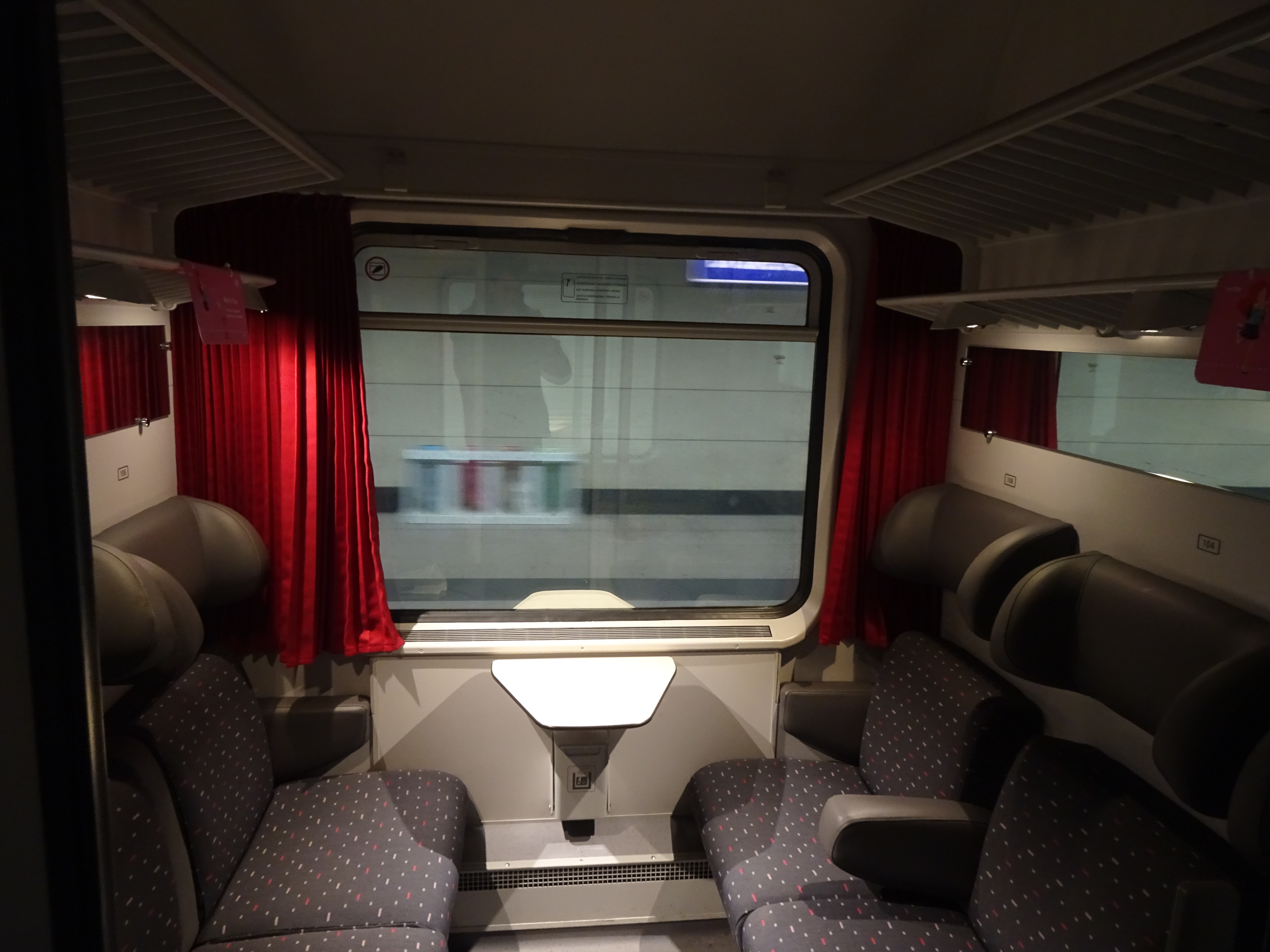
Compartiment de seconde classe rénové.
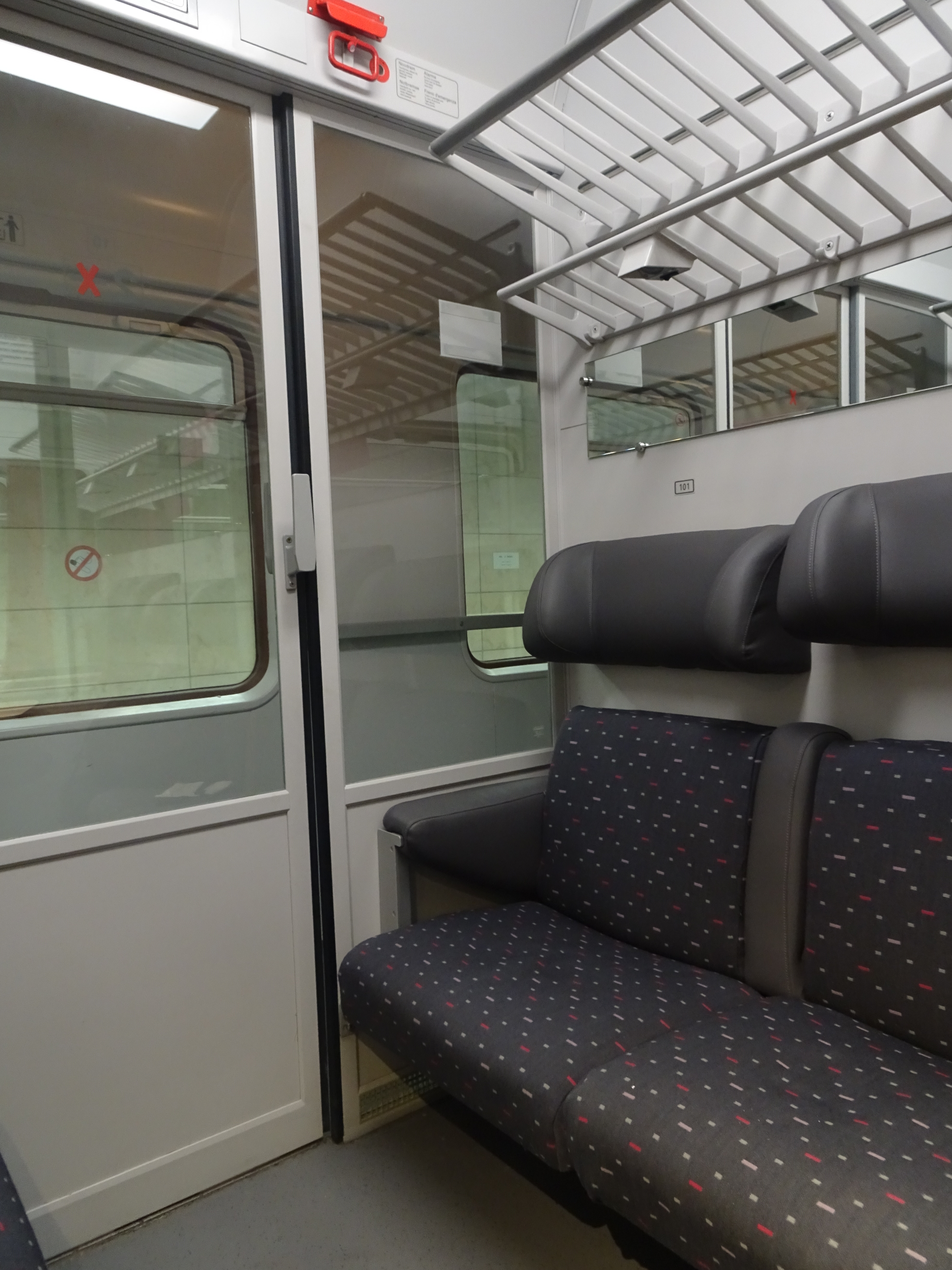
Côté couloir.
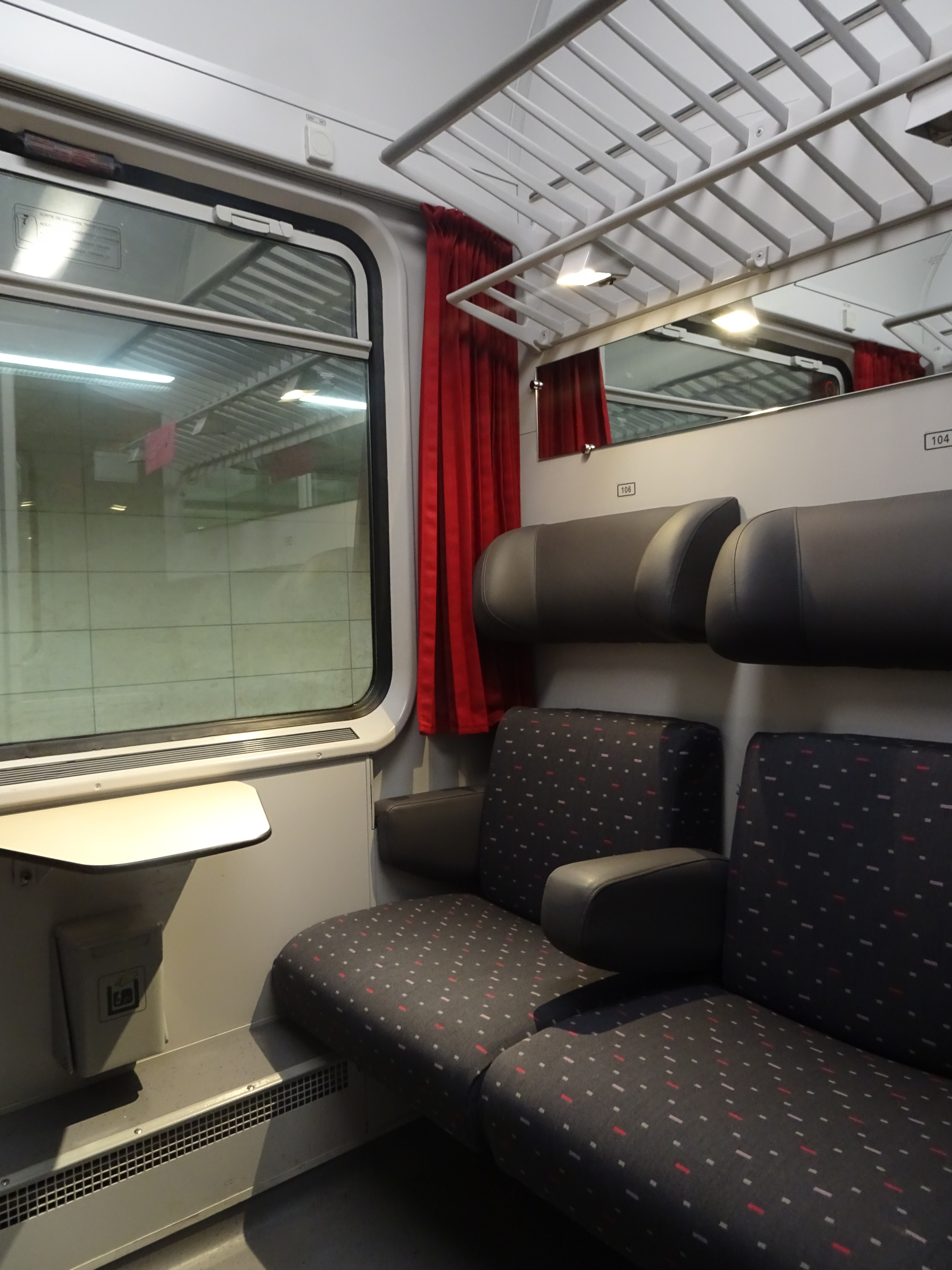
Côté fenêtre.
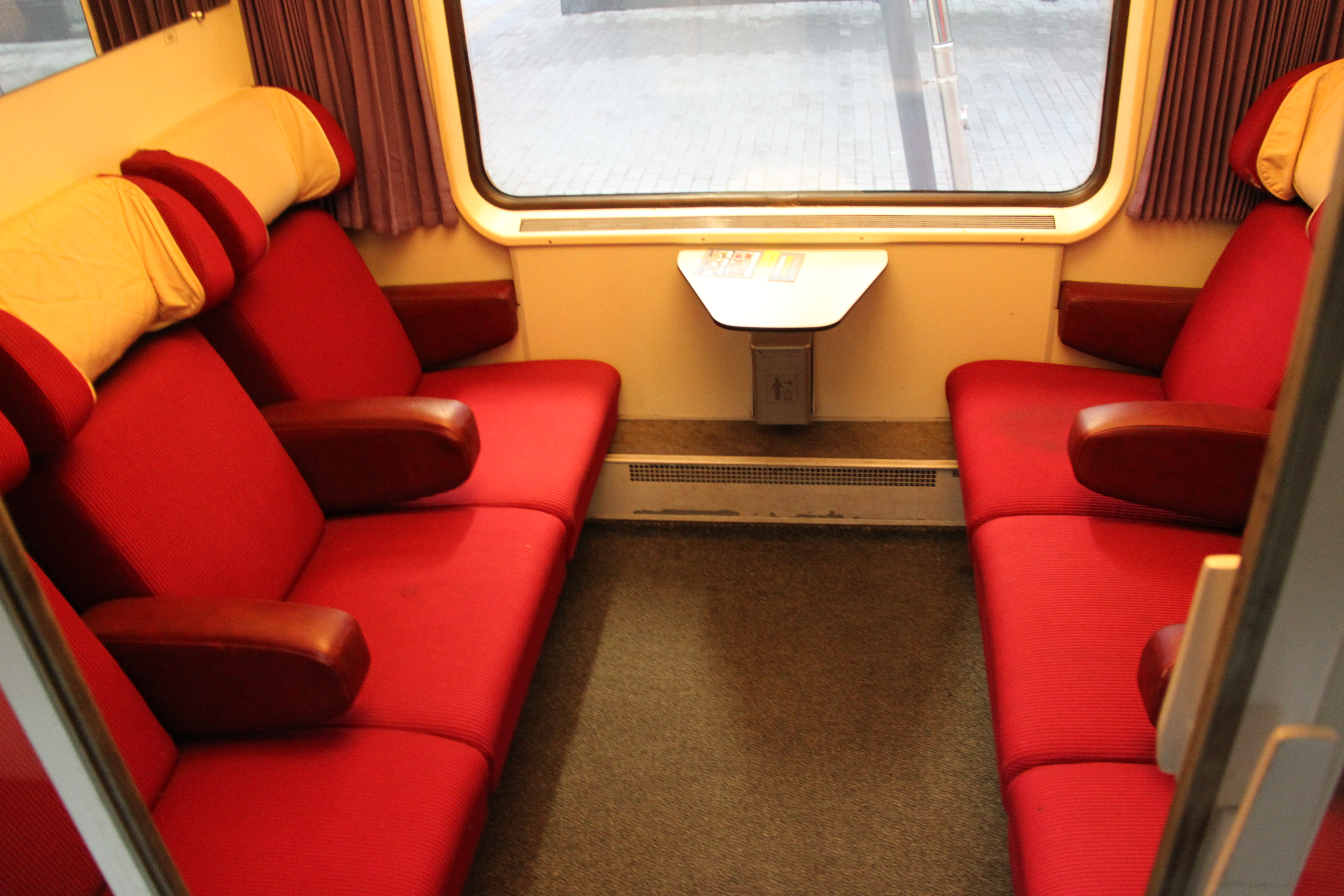
Compartiment de première classe non rénové.
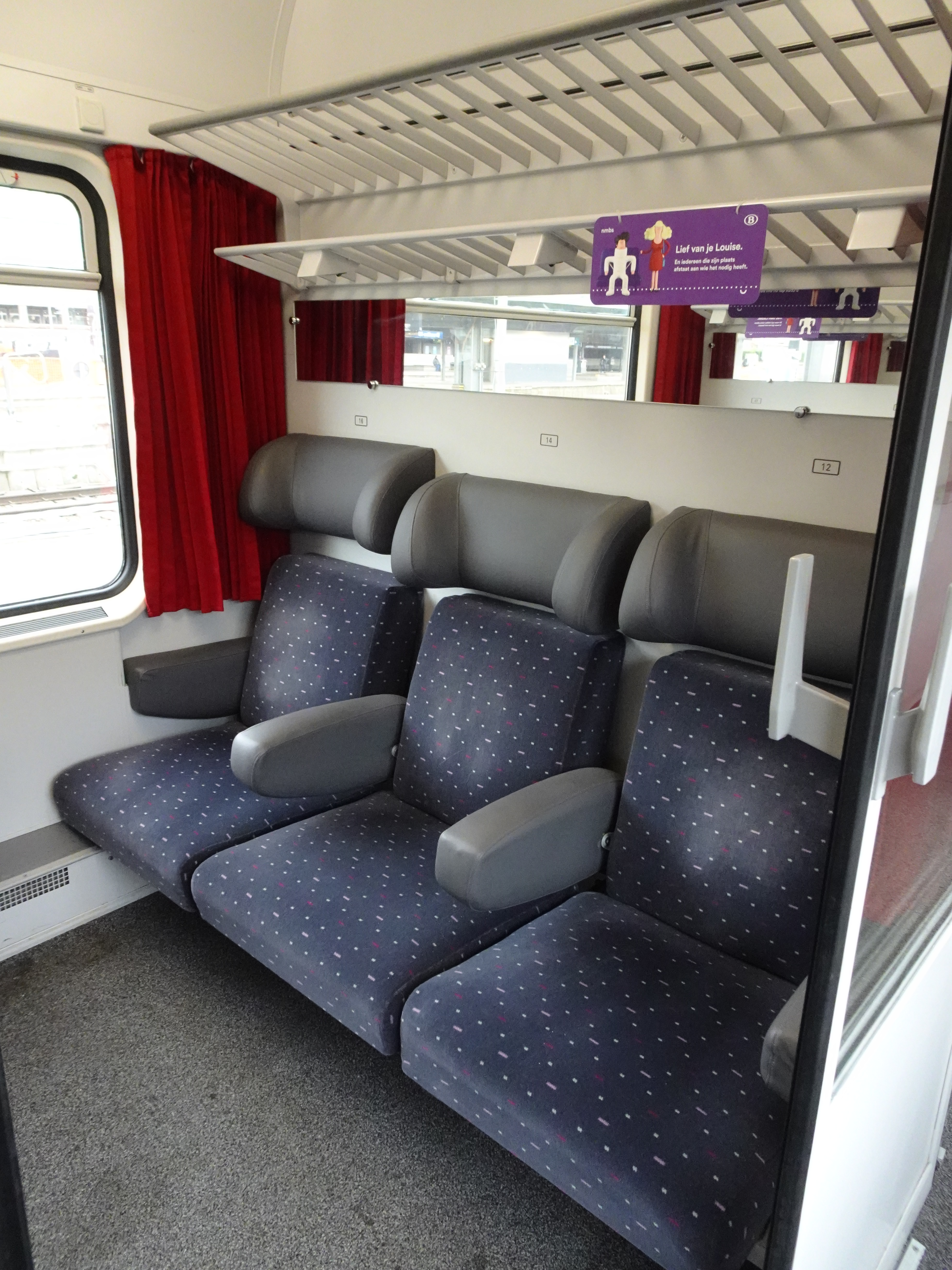
Première classe après rénovation.
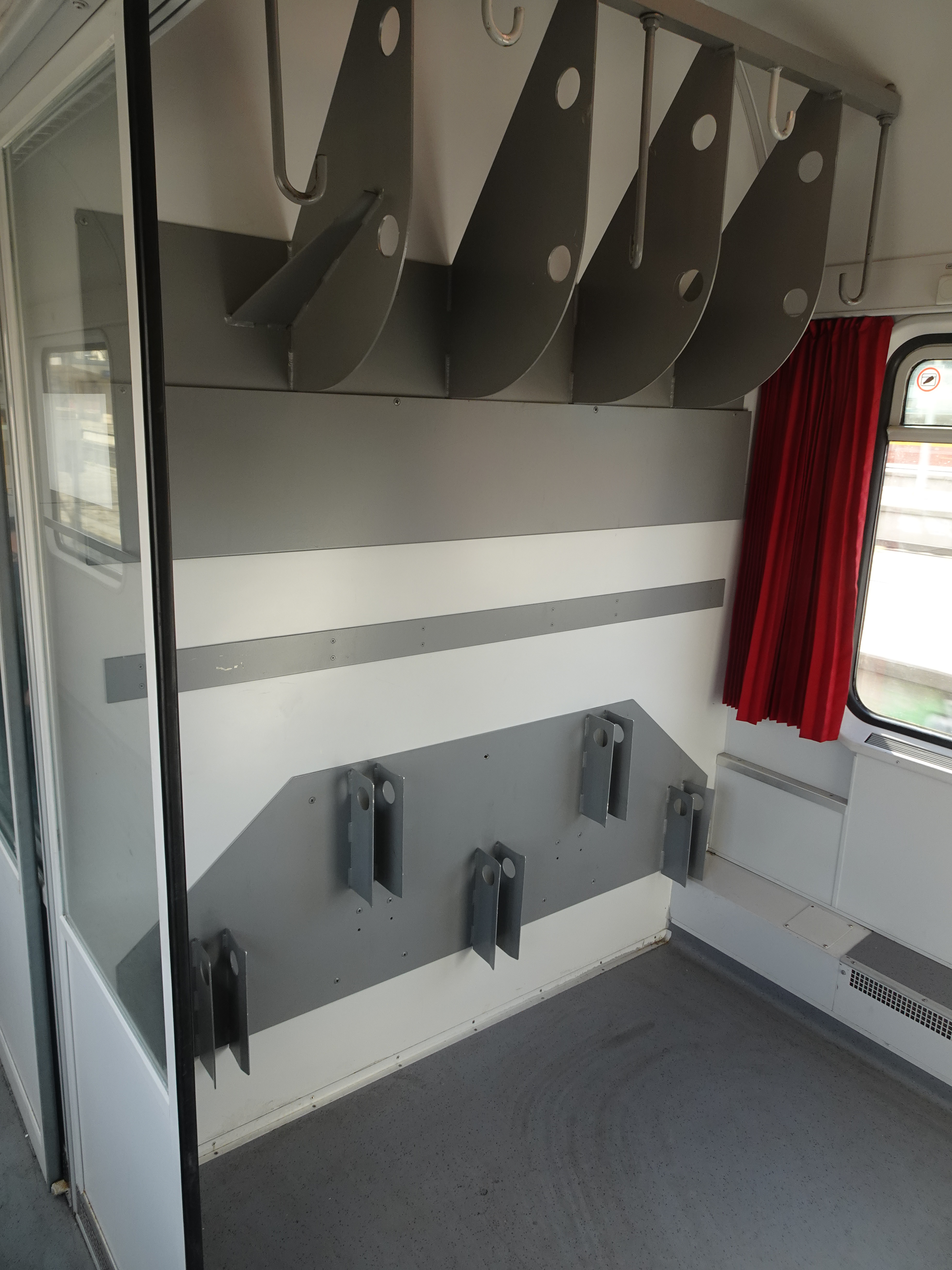
Espace vélos.
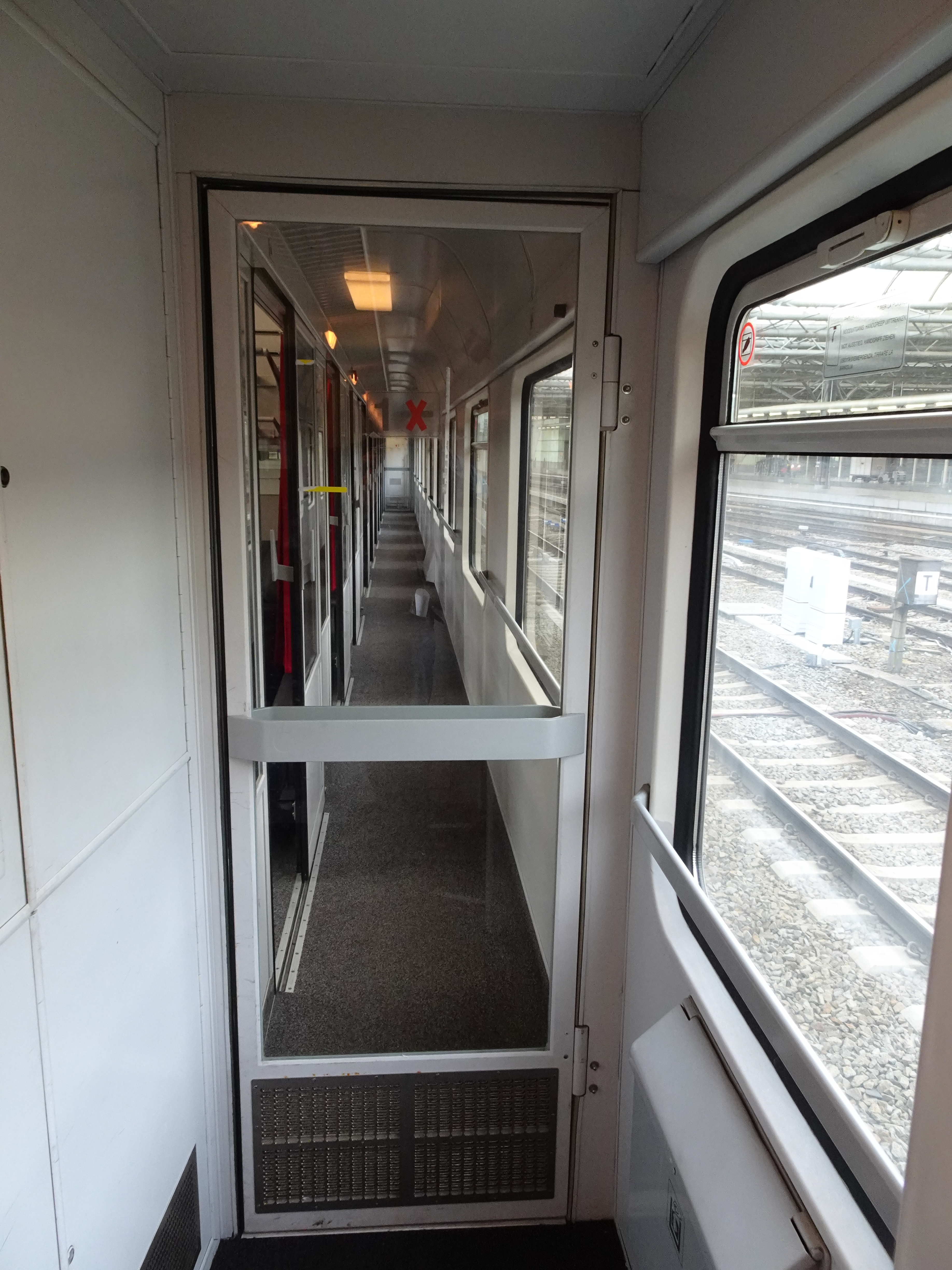
Couloir.

## Sources